# Boppalapura, Kudligi
Boppalapura là một làng thuộc tehsil Kudligi, huyện Bellary, bang Karnataka, Ấn Độ.